# Hlava dívky ze Salony
Hlava dívky ze Salony či jen Dívka ze Salony je název starořímské mramorové portrétní sochy v životní velikosti z počátku 2. století.

## Historie

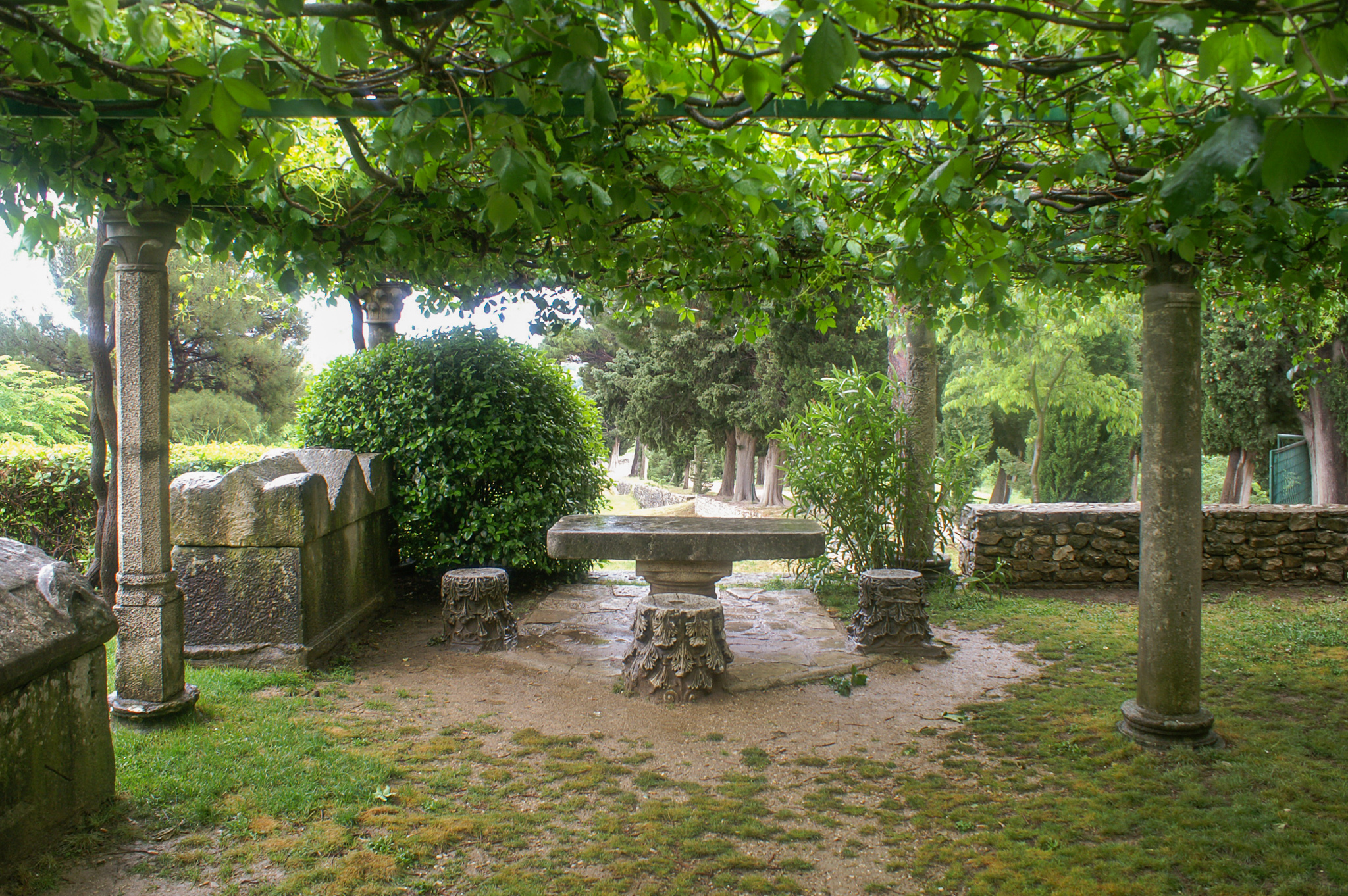
Starověké město Salona

Hlava byla nalezena ve starověké Saloně, v dnešní archeologické oblasti Solin u Splitu v dnešním Chorvatsku.
Hlava je pravděpodobně součástí celé postavy v životní velikosti a navzdory viditelnému poškození má výjimečnou harmonii a přitažlivost.
Umělcova tendence charakterizovat a dosahovat materializace je patrná zejména na vlasech a pokožce a na očích, které byly pravděpodobně vykládány nějakým lesklým kamenem, který dodával očím lesk.